# Otto Kjer (Jurist, 1829)
Otto Detleff Harald Kjer (* 12. November 1829 in Hadersleben; † 17. August 1899 in Altona) war ein deutscher Verwaltungsjurist in Nordschleswig und Holstein.

## Leben
Kjer war Sohn des gleichnamigen Advokaten und Hardesvogts Otto Kjer und seiner Ehefrau Friederike Johanna geb. Bruhn. Er besuchte die Gelehrtenschule zu Hadersleben, die 1920 zur Haderslev Katedralskole wurde. Er immatrikulierte sich am 23. Oktober 1844 an der Christian-Albrechts-Universität zu Kiel, am 5. November 1845 an der Ruprecht-Karls-Universität Heidelberg und später wieder in Kiel für Rechtswissenschaft. Er renoncierte am 9. November 1844 beim Corps Holsatia und wurde am 10. Juni 1845 recipiert. Wie damals viele Holsteiner wurde er am 30. Januar 1846 auch im Corps Guestphalia Heidelberg aktiv.
Im März 1848, in der Schleswig-Holsteinischen Erhebung, führte er das Kieler Studenten- und Turnerkorps von Kiel nach Rendsburg und Nordschleswig. In der Schlacht von Bau erwies er sich als „umsichtig, tapfer, ruhig und im Besitz der Eigenschaft, die Untergebenen richtig zu nehmen“. Der Gefangenschaft entging er als versteckt gehaltener Verwundeter.
Er war Polizeiverwalter auf der Halbinsel Dieksand und ab 1854 Inspektor der vereinigten süderdithmarscher Köge. Am 2. März 1864, zu Beginn des Deutsch-Dänischen Krieges, wurde er Amtmann von Haderslev Amt im Herzogtum Schleswig. Politisch stand er zunächst zur Augustenburgischen Bewegung, dann aber für den Anschluss an das Königreich Preußen. Constantin von Zedlitz-Neukirch, der preußische Zivilkommissar in Schleswig, und Edwin von Manteuffel, der Gouverneur des Herzogtums Schleswig, setzten sich bei Otto von Bismarck für ihn ein. Nach dem Frieden von Wien blieb Kjer im Amt. Im Januar 1866 sandte er Bismarck eine Denkschrift über die Einverleibung des Herzogtums Schleswigs und des Herzogtums Holstein. Sie wurde Friedrich Wilhelm IV. vorgelegt und später, nach Kjers persönlicher Vorstellung in Berlin und einigen Änderungen durch Bismarck, zur Veröffentlichung freigegeben.
Nach Gründung der Provinz Schleswig-Holstein wurde Kier 1868 erster Landrat des Kreises Hadersleben. Nach der Deutschen Reichsgründung wurde Kjer 1871 zum Landrat des Kreises Norderdithmarschen in Heide (Holstein) ernannt. 1889 trat er in den Ruhestand. Anschließend lebte er in Altona, wo er im 70. Lebensjahr starb. Verheiratet war er seit dem 24. Juli 1856 mit Antoinette Caroline Dorothea geb. Schnepel aus Meldorf.

## Ehrungen
- Dänische Verdienstmedaille
- Geheimer Regierungsrat